# Juan Abdón
Juan Abdón (f. Madrid, 11 de febrero de 1878) fue un bibliotecario y presbítero de Isabel II de España y de Alfonso XII.

## Servicio en la Real Biblioteca
Oficialmente, encontramos a Abdón en abril de 1849 como "escribiente temporero" en la Real Biblioteca de Madrid, aunque en realidad estaba en ella desde 1847/48. Manuel Carnicero Weber realiza en 1849 un Inventario de la Biblioteca Particular de S.M., de todos los muebles y efectos que existen en ella y Abdón hace adiciones en 1851.
Es oficial escribiente en octubre de ese 1851, ponderándole entonces el bibliotecario mayor Miguel Salvá Munar, también eclesiástico, que escribe de él que tiene "gallardía de letra, honradez y, en estudios, tiene prendas no vulgares". En los años cuarenta y siguientes hubo una labor intensa en la Real Biblioteca pues, al morir Fernando VII, la reina viuda, doña María Cristina de Borbón-Dos Sicilias, decide ocupar para sus habitaciones privadas toda el "ala de san Gil", por ser muy soleada, que estaba ubicada enfrente de la catedral de la Almudena y se traslada la librería de cámara al ángulo opuesto, el actual. Durante esos años cuarenta se ubicaron los libros en librerías hechas a medida en maderas nobles y hubo un serio proyecto de instalación, de catalogación en papeletas y de asiento en índices manuscritos. Abdón ayudó a todo ello. Durante todos esos años cincuenta y desde su ingreso, Abdón se dedica así a su labor como escribiente y en marzo de 1859 manifiesta haber "acabado el Índice de manuscritos y estaba en el tercer volumen de impresos".
En este tiempo, además, fue desde 1855 secretario de la comisión de visita de las escuelas de niños del Real Patrimonio. En 1857 ejerce, sin serlo oficialmente, de auxiliar de la Real Biblioteca, pero en el referido marzo de 1859 solicita que si queda vacante la plaza de ayudante bibliotecario]], que ocupaba Joaquín Fontán, se pensara en él para el puesto. De la confianza del bibliotecario mayor Manuel Carnicero Weber, en 1860 estuvo con él en el Monasterio del Escorial para realizar los índices bibliográficos de la biblioteca laurentina al igual que realizaba los de la de Palacio. Carnicero, como hiciera Salvá, elogia su "buena letra e instrucción en algunos idiomas". A propósito de esta tarea en el Monasterio, solicita ser oficial de la de Palacio. En abril de 1864 se le reconoce oficialmente su calidad de auxiliar y en octubre de ese año, tras morir Fontán, es bibliotecario segundo de cámara, con 10.000 reales de sueldo anual. En 1868 realizó el índice de la biblioteca de la Infanta Isabel de Borbón y Borbón, según hace constar en 1875, al devolverse a la Real Casa dicha biblioteca. Asciende a ayudante bibliotecario primero en octubre de 1868, tras la Revolución de 1868, La Gloriosa, con 600 escudos de salario, pero cesará el 21 de julio de 1869 pese a equiparársele esos meses como oficial de clase de quintos de la Hacienda Pública. Fiel servidor monárquico, es reintegrado el 27 de febrero de 1875, con la estauración, ya bajo Alfonso XII, aunque como bibliotecario segundo.
Paralelamente a su actividad en la Real Biblioteca, siguió otras como presbítero, publicando al respecto, como una Novena al glorioso san Roque (Madrid, 1867). Fue compañero en la Real Biblioteca de José María Nogués, oficial primero, y Juan de Coupigny y Courten, oficial segundo. Hasta el final sirvió pues hay un documento suyo en el archivo de la Real Biblioteca firmado el 30 de enero de 1878 y, según hace constar en su expediente Manuel Remón Zarco del Valle, falleció en Madrid a los pocos días, el 11 de febrero de 1878.